# Carlinville, Illinois
Carlinville là một thành phố thuộc quận Macoupin, tiểu bang Illinois, Hoa Kỳ. Năm 2010, dân số của thành phố này là 5917 người.

## Dân số
Dân số qua các năm:
- Năm 2000: 5685 người.
- Năm 2010: 5917 người.